# Mistrzostwa Europy w Lekkoatletyce 1958 – bieg na 400 m przez płotki mężczyzn

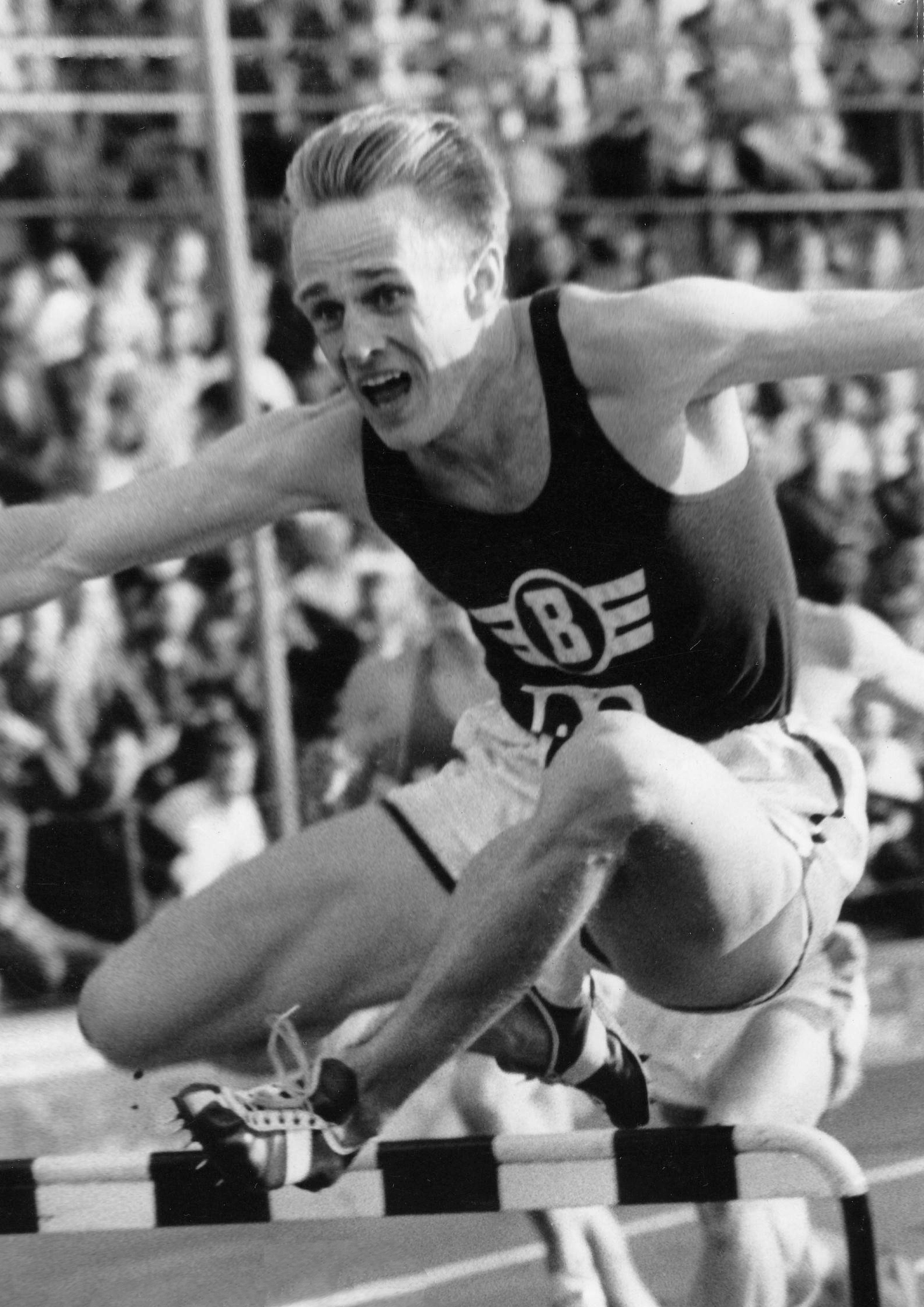
Per-Owe Trollsås

Bieg na dystansie 400 metrów przez płotki mężczyzn był jedną z konkurencji rozgrywanych podczas VI Mistrzostw Europy w Sztokholmie. Biegi eliminacyjne zostały rozegrane 20 sierpnia, półfinałowe 21 sierpnia, a bieg finałowy 22 sierpnia 1958 roku. Zwycięzcą tej konkurencji został reprezentant ZSRR Jurij Litujew. W rywalizacji wzięło udział dziewiętnastu zawodników z dwunastu reprezentacji.

## Rekordy
| Rekord świata     | Glenn Davis (USA)    | 49,2 | Budapeszt, Węgry  | 6.08.1956  |
| Rekord Europy     | Jurij Litujew (SUN)  | 50,4 | Budapeszt, Węgry  | 20.09.1953 |
| Rekord mistrzostw | Anatolij Julin (SUN) | 50,5 | Berno, Szwajcaria | 29.08.1954 |

## Wyniki

### Eliminacje
Bieg 1
| Miejsce | Zawodnik        | Czas | Uwagi |
| ------- | --------------- | ---- | ----- |
| 1       | Ossi Mildh      | 52,7 | Q     |
| 2       | Hans Dittner    | 53,0 | Q     |
| 3       | Chris Goudge    | 53,1 | Q     |
| 4       | Germano Gimelli | 53,3 |       |

Bieg 2
| Miejsce | Zawodnik          | Czas | Uwagi |
| ------- | ----------------- | ---- | ----- |
| 1       | Anatolij Julin    | 52,5 | Q     |
| 2       | Per-Owe Trollsås  | 52,8 | Q     |
| 3       | Janusz Kotliński  | 53,2 | Q     |
| 4       | Joanis Kambadelis | 53,6 |       |
| 5       | Jussi Rintamäki   | 54,5 |       |

Bieg 3
| Miejsce | Zawodnik         | Czas | Uwagi |
| ------- | ---------------- | ---- | ----- |
| 1       | Ilie Savel       | 52,2 | Q     |
| 2       | Moreno Martini   | 52,6 | Q     |
| 3       | Jurij Litujew    | 53,0 | Q     |
| 4       | Jan Guldbrandsen | 53,6 |       |
| 5       | Emil Weber       | 54,8 |       |

Bieg 4
| Miejsce | Zawodnik       | Czas | Uwagi |
| ------- | -------------- | ---- | ----- |
| 1       | Helmut Janz    | 52,1 | Q     |
| 2       | Tom Farrell    | 52,5 | Q     |
| 3       | Bruno Galliker | 53,0 | Q     |
| 4       | Kai Sjøberg    | 53,2 |       |
| 5       | Hans Lindgren  | 53,6 |       |

### Półfinały
Półfinał 1
| Miejsce | Zawodnik         | Czas | Uwagi |
| ------- | ---------------- | ---- | ----- |
| 1       | Jurij Litujew    | 51,0 | Q     |
| 2       | Bruno Galliker   | 51,8 | Q     |
| 3       | Chris Goudge     | 52,0 | Q     |
| 4       | Helmut Janz      | 52,5 |       |
| 5       | Janusz Kotliński | 53,2 |       |
| 6       | Moreno Martini   | 53,7 |       |

Półfinał 2
| Miejsce | Zawodnik         | Czas | Uwagi |
| ------- | ---------------- | ---- | ----- |
| 1       | Per-Owe Trollsås | 51,0 | Q     |
| 2       | Anatolij Julin   | 51,3 | Q     |
| 3       | Tom Farrell      | 51,8 | Q     |
| 4       | Ossi Mildh       | 51,8 |       |
| 5       | Hans Dittner     | 53,3 |       |
| –       | Ilie Savel       | DQ   |       |

### Finał
| Miejsce | Zawodnik         | Czas | Uwagi |
| ------- | ---------------- | ---- | ----- |
| 1       | Jurij Litujew    | 51,1 |       |
| 2       | Per-Owe Trollsås | 51,6 |       |
| 3       | Bruno Galliker   | 51,8 | NR    |
| 4       | Tom Farrell      | 52,8 |       |
| 5       | Anatolij Julin   | 52,3 |       |
| 6       | Chris Goudge     | 53,6 |       |